# Kosmermoceras
Kosmermoceras es un género extinto de cefalópodos fósiles, los amonites. Vivió durante el período Jurásico, que duró desde hace aproximadamente 200 a 145 millones de años.